# David Monsoh
David Amako Monsoh, né le 26 juin 1970 à Agboville, est un producteur et homme d'affaires ivoirien, fondateur de la société de production « Obouo Productions ». Il est connu pour avoir produit les chanteurs Fally Ipupa, Koffi Olomidé, JB Mpiana, Dj Arafat, Douk Saga

## Biographie

### Enfance et études
David Amako Monsoh est né le 26 juin 1970 à Agboville, en Côte d'Ivoire. Il est issu d'une fratrie de vingt enfants.
Au début des années 1990, il rencontre la chanteuse ivoirienne Nayanka Bell sur les bancs du lycée. Les deux jeunes se lient d'amitié. Un an après leur rencontre, la chanteuse lui propose de s'installer en France pour qu'il y poursuive ses études. C'est ainsi que Monsoh intègre le lycée Saint-Gabriel de Bagneux, dans les Hauts-de-Seine. Il se forme au tourisme avant d'entrer en école de Marketing, à Paris. Il suit son cursus en alternance dans la société de production cinématographique du mari de son amie Nayanka[réf. nécessaire].

### Carrière
En 1989, David Monsoh devient ami avec le footballeur Gadji Celi. Peu après, l'international ivoirien annonce la fin de sa carrière. Le sportif est en réflexion sur sa reconversion professionnelle quand Monsoh l'incite à se lancer dans la musique. D'abord manager, il produit Espoir, le premier album de Gadji Celi. Ce succès transcende les frontières ivoiriennes pour conquérir le continent africain. Par la suite, Monsoh produit également les albums Affaires de femmes (1996) et Femme de feu (2000), ce qui lui ouvre les portent du show-business.
Au cours de l'année 1994 sort Visa, l'album de Nayanka Bell qu'il manage. Le disque obtient l'Africa Music Award[réf. nécessaire].

#### Sonodisc
David Monsoh devient le premier directeur africain de la maison de disque Sonodisc. 
En 1999 sort Premier Gaou du groupe Magic System. Le succès de l'album est tel, en Côte d'Ivoire, que le jeune producteur prend en charge la distribution du titre en France. L'album devient disque d'or en France et se vend à près de dix millions d'exemplaires en Afrique.
Monsoh signe en 2002 la coproduction de l'album Effrakata du chanteur Koffi Olomide. Effrakata rencontre un succès sans précédent et devient disque d'or. En 2003, la légende de la musique congolaise lui confie également la production D'Affaire d'État, devenu mythique. Les deux albums sont récompensés aux Kora Awards. Dans un même temps, Monsoh devient son producteur exécutif. Cette période sonne l'heure de gloire de David Monsoh qui enchaîne les productions de concerts à Paris de grands nombres d'artistes tels que les ivoiriens Yodé, Meiway ou encore l'Antillaise Jocelyne Labylle.
À l'automne 2002, dans une boite de nuit de la région parisienne, David Monsoh repère un groupe de jeunes ivoiriens qui dansent de façon peu ordinaire. Ce sont les inventeurs du Coupé-décalé[réf. nécessaire]. Monsoh leur propose de les produire. Les jeunes hommes, sceptiques au départ, finissent par accepter cette proposition. Un an après, Douk Saga, Lino Versace, Boro Sanguy, Solo Béton, Bedel Patassé, Kuyo Junior et Le Molare forment Jet-Set.

#### Obouo Production
En 2003, David Monsoh fonde Obouo Production, une maison de disque. Il quitte Sonodisc en 2004 pour s'y consacrer pleinement.
Il produit en 2006 le premier album solo du chanteur congolais Fally Ipupa, Droit Chemin. Il produit également les disques Arsenal de belles mélodies (2009) ainsi que Power « Kosa Leka » (2013) pour l'artiste. Avec Obouo production, David Monsoh confirme sa posture de dénicheur de talents. Sous sa production, les albums Boite noire de la star congolaise Ferré Gola ou encore l'album Don de Dieu (Roi du Kpangor) de l'ivoirien DJ Arafat voient le jour. En 2016, Obouo produit le congolais Héritier Watanabe pour son premier album.

#### BBlack Africa
La carrière de David Monsoh connait un nouveau tournant, en 2013, lorsqu'il devient licencié de BBlack Africa, une déclinaison tropicale de la chaine de musique télévisée. BBlack Africa diffuse toute la musique de la culture noire issue des États-Unis, d'Afrique et de sa diaspora. Depuis mars 2024, BBlack Africa est devenue Obouo TV[réf. nécessaire].

#### Vie privée
David Monsoh est marié à Eulalie Monsoh et père de 3 enfants.

## Discographie

### Albums
| Année | Albums                        | Artiste                    |
| ----- | ----------------------------- | -------------------------- |
|       |                               |                            |
| 2001  | Effrakata                     | Koffi Olomidé              |
| 2002  | Best Of de Koffi Olomidé      | Koffi Olomidé              |
| 2003  | Affaire D'État                | Koffi Olomidé              |
| 2003  | Goudron noir                  | DJ Arafat                  |
| 2003  | La paix, c'est ce qui est ça  | Gadji Celi                 |
| 2003  | Ben Kadi                      | Aïcha Koné                 |
| 2003  | Best of                       | Meiway                     |
| 2004  | Coupé Décalé Explosion        | Various                    |
| 2005  | Femmes                        | DJ Arafat                  |
| 2005  | Coupé Décalé : Mastiboulance  | Boro Sanguy & Lino Versace |
| 2005  | La rénovation pays de joie    | A Nous Les Petits          |
| 2005  | Héros National Bouche Bée     | Douk Saga                  |
| 2006  | Droit Chemin                  | Fally Ipupa                |
| 2007  | Yorogang, vol. 2              | Akwaba                     |
| 2007  | Sens Interdit                 | Ferre Gola                 |
| 2008  | Fauteuil Présidentiel         | Les garagistes             |
| 2009  | Arsenal de belles mélodies    | Fally Ipupa                |
| 2011  | Soyons sérieux, vol.1 et 2    | JB Mpiana & Wenge BCBG     |
| 2011  | Gladiator                     | Dj Arafat                  |
| 2012  | Commandant Zabra              | Dj Arafat                  |
| 2012  | Kpankaka                      | Dj Arafat                  |
| 2012  | Rescapé Congolais             | Lorenzo                    |
| 2013  | Power Kosa Leka               | Fally Ipupa                |
| 2013  | Chebeler                      | Dj Arafat                  |
| 2013  | Miracle                       | Bétika                     |
| 2013  | Évolution                     | Dj Arafat                  |
| 2013  | Avoir' Feeling                | Compilation                |
| 2013  | Pour la Côte d'Ivoire         | Une seule voix             |
| 2013  | Côté sensible                 | Serge Beynaud              |
| 2013  | Seul Dieu                     | Serge Beynaud              |
| 2013  | Le lever du Jour              | Les Mercenaires            |
| 2013  | Cocktail de Presse            | Ben Chico                  |
| 2013  | Opah à la national            | Debordeaux Leekunfa        |
| 2014  | Okéninkpin                    | Serge Beynaud              |
| 2014  | Talehi                        | Serge Beynaud              |
| 2014  | Album sans frontières         | Lino Versace               |
| 2014  | Opah à la nation              | Debordeaux                 |
| 2015  | Concert au Romeo Golf         | Héritier Watanabe          |
| 2015  | Commandant de bord            | Djino                      |
| 2015  | Spirit                        | Original Iboga             |
| 2015  | Bantizo Dance                 | Muan Bezima                |
| 2016  | Carrière d'honneur - Retirada | Héritier Watanabe          |

### DVD
| Année | Albums                            | Artiste                |
| ----- | --------------------------------- | ---------------------- |
| 2002  | Effrakata                         | Koffi Olomide          |
| 2004  | Ivoir Feeling, vol.1              |                        |
| 2005  | Ivoir Feeling, vol.2 & 3          |                        |
| 2006  | Ivoir Feeling, vol.4              |                        |
| 2006  | Concert Unique à Paris            | Fally Ipupa            |
| 2007  | Ivoir Feeling, vol.5              |                        |
| 2007  | L'intégral des Clips Droit Chemin | Fally Ipupa            |
| 2009  | Arsenal de belles mélodies        | Fally Ipupa            |
| 2009  | Ivoir Feeling, vol.6              |                        |
| 2010  | La tournée camerounaise           | Fally Ipupa            |
| 2010  | Concert au Zénith à Paris         | Fally Ipupa            |
| 2011  | Ivoir Feeling, vol.7              | -                      |
| 2012  | Soyons sérieux                    | JB Mpiana & Wenge BCBG |
| 2012  | Ivoir Feeling, vol.8              |                        |
| 2013  | Ivoir Feeling, vol.9              |                        |
| 2013  | Power Kosa Leka                   | Fally Ipupa            |